# Jadwiga Łokkaj

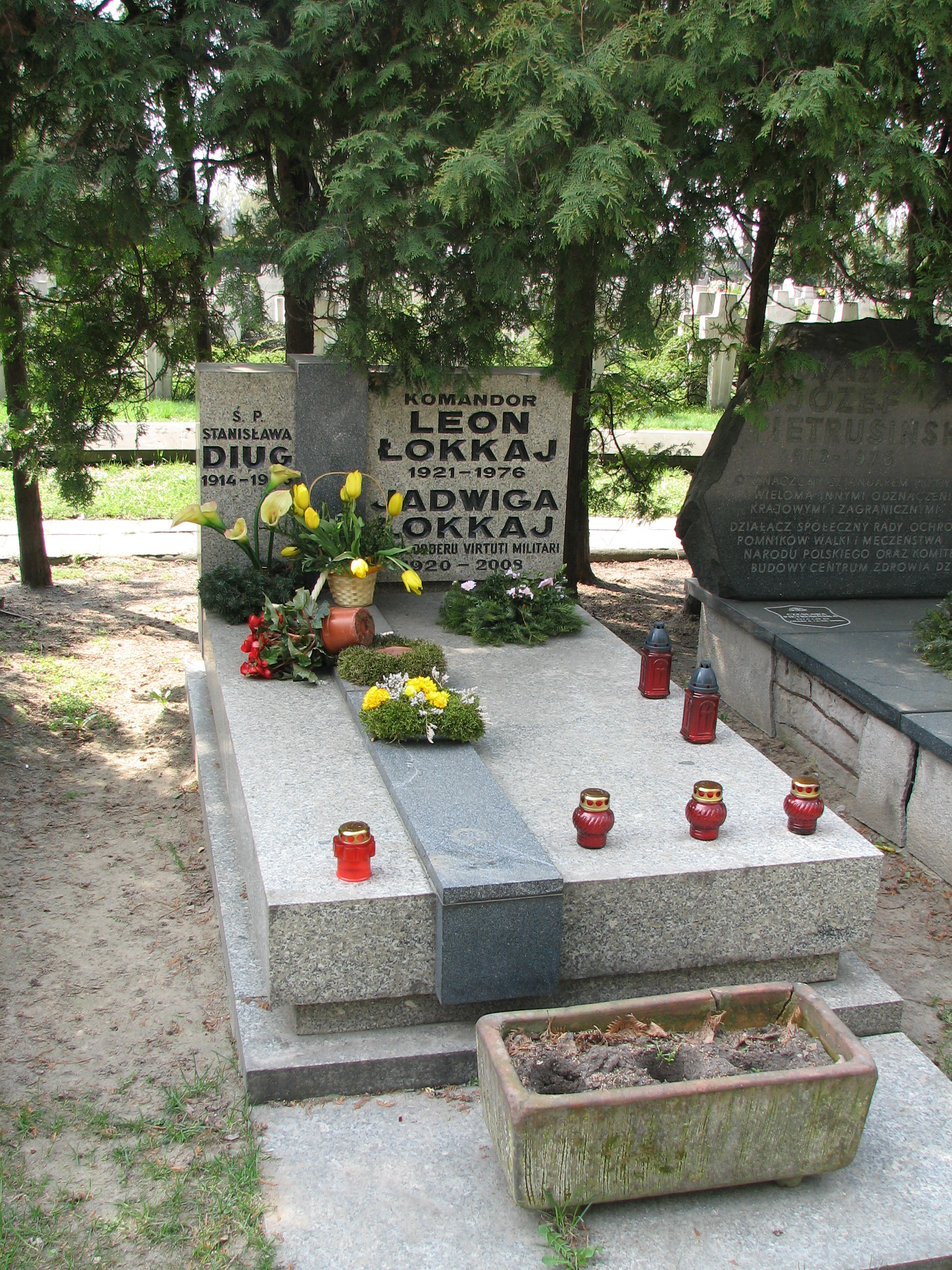
Grób Jadwigi Łokkaj i jej męża Leona

Jadwiga Brygida Łokkaj z domu Diug (ur. 10 października 1920 w Drohobyczu, zm. 10 sierpnia 2008 w Warszawie) – działaczka PZPR, oficer WP, wieloletnia członkini najwyższych władz PRL.

## Życiorys
Córka Stanisława. W latach 1940–1942 robotnica w Kołchozie „Nowyj Put” w miejscowości Sosna w Związku Radzieckim, w okresie 1942–1943 kierownik działu „Rajpotrebsojuz” w miejscowości Burowaje. W 1943 wstąpiła do formowanego na terytorium Związku Radzieckiego Wojska Polskiego. W latach 1943–1946 szef kancelarii sztabu dywizji Wojska Polskiego. Od 1947 pracowała w spółdzielczości: w okresie 1947–1948 pracownik umysłowy Związku Rewizyjnego Spółdzielni RP w Lublinie, w latach 1948–1952 dyrektor biura w Centrali Rolniczych Spółdzielni „Samopomoc Chłopska” w Warszawie, w okresie 1952–1970 kierownik działu kadr, członek zarządu w Związku Spółdzielni Spożywców „Społem” w Warszawie, w latach 1970–1972 wiceprezes zarządu Centralnego Związku Spółdzielni Spożywców „Społem” w Warszawie, a w latach 1972–1981 przewodnicząca Centralnego Związku Spółdzielni Spożywców „Społem”. 
W latach 1975–1981 wiceminister rynku wewnętrznego i usług – I zastępca ministra. Posłanka na Sejm PRL VII i VIII kadencji (1976–1985). Członkini KC PZPR w latach 1975–1981.
Działaczka Związku Bojowników o Wolność i Demokrację, była m.in. wiceprezesem Zarządu Głównego tej organizacji w latach 1974–1985. Była również wiceprzewodniczącą Krajowej Rady Kobiet Polskich przy Ogólnopolskim Komitecie Frontu Jedności Narodu. W latach 1974–1983 wiceprzewodnicząca Zarządu Głównego Towarzystwa Przyjaźni Polsko-Radzieckiej. W 1983 wybrana w skład Krajowej Rady TPPR.
Pełniła również funkcję prezesa Polsko-Polonijnej Izby Przemysłowo-Handlowej Interpolcom. Członek Rady Nadzorczej Expolco Holding SA. Członek honorowy Klubu Polskiej Rady Biznesu.
Została pochowana na wojskowych Powązkach (kwatera C4-tuje-3).

## Odznaczenia
Posiadała m.in. następujące ordery i odznaczenia:
- Order Sztandaru Pracy I klasy[4]
- Order Sztandaru Pracy II klasy[4]
- Krzyż Komandorski Orderu Odrodzenia Polski
- Krzyż Srebrny Orderu Virtuti Militari
- Złoty Krzyż Zasługi
- Srebrny Krzyż Zasługi (1954)[5]
- Srebrny Medal „Zasłużonym na Polu Chwały”
- Brązowy Medal „Zasłużonym na Polu Chwały”
- Medal 10-lecia Polski Ludowej (1955)[6]
- Medal 30-lecia Polski Ludowej (1974)
- Medal 40-lecia Polski Ludowej (1984)
- Medal za Warszawę 1939–1945
- Medal za Odrę, Nysę, Bałtyk
- Medal „Za udział w walkach o Berlin”
- Krzyż Bitwy pod Lenino
- Złoty Medal „Za zasługi dla obronności kraju” (1976)[7]
- Srebrny Medal „Za zasługi dla obronności kraju” (1970)[8]
- Brązowy Medal „Za zasługi dla obronności kraju” (1967)[9]
- Odznaka Kościuszkowska
- Odznaka Grunwaldzka
- Medal „Zasłużony Działacz Towarzystwa Przyjaźni Polsko-Radzieckiej” (1989)[10]
- Złota odznaka honorowa „Za Zasługi dla Warszawy” (1965)[11]
- Złota odznaka „Za pracę społeczną dla miasta Krakowa” (1965)[12]
- Odznaka honorowa „Za zasługi w rozwoju województwa koszalińskiego” (1969)[13]
- Honorowa Odznaka Miasta Łodzi (1978)[14]
- Srebrny Medal „Za Odwagę” (ZSRR)
- Medal „Za wyzwolenie Warszawy” (ZSRR)
- Medal „Za zwycięstwo nad Niemcami w Wielkiej Wojnie Ojczyźnianej 1941–1945” (ZSRR)
- Medal jubileuszowy „Trzydziestolecia zwycięstwa w Wielkiej Wojnie Ojczyźnianej 1941–1945” (ZSRR, 1975)
- Medal jubileuszowy „Czterdziestolecia zwycięstwa w Wielkiej Wojnie Ojczyźnianej 1941–1945” (ZSRR, 1985)[15]
- wiele innych odznaczeń ministerialnych, organizacyjnych, regionalnych i zagranicznych